# Karišnica i Bijela
Karišnica i Bijela este o arie protejată (sit de importanță comunitară — SCI) din Croația întinsă pe o suprafață de 348,46 ha, integral pe uscat.

## Localizare
Centrul sitului Karišnica i Bijela este situat la coordonatele 44°07′23″N 15°37′41″E / 44.123°N 15.628°E.

## Înființare
Situl Karišnica i Bijela a fost declarat sit de importanță comunitară în iulie 2013 pentru a proteja 5 specii de animale.

## Biodiversitate
Situată în ecoregiunea mediteraneană, aria protejată conține 4 habitate naturale: Peșteri inaccesibile publicului, Salicornia și alte specii anuale care populează regiunile mlăștinoase și nisipoase, Pășuni mediteraneene udate de apa mării (Juncetalia maritimi), Tufărișuri halofile mediteraneene și termo-atlantice (Sarcocornetea fruticosi).
La baza desemnării sitului se află mai multe specii protejate:
- mamifere (4): liliac cu aripi lungi (Miniopterus schreibersii), liliac cu urechi de șoarece (Myotis blythii), liliac cu picioare lungi (Myotis capaccinii), liliacul mic cu potcoavă (Rhinolophus hipposideros)
- nevertebrate (1): Proterebia afra dalmata